# Laval-Morency
Laval-Morency is een gemeente in het Franse departement Ardennes (regio Grand Est) en telt 235 inwoners (2021). De plaats maakt deel uit van het arrondissement Charleville-Mézières. 

## Geografie
De oppervlakte van Laval-Morency bedraagt 4,3 km², de bevolkingsdichtheid is 54,0 inwoners per km².
De onderstaande kaart toont de ligging van Laval-Morency met de belangrijkste infrastructuur en aangrenzende gemeenten.

## Demografie
Onderstaande figuur toont het verloop van het inwonertal (bron: INSEE-tellingen).

Vanwege een beveiligingsprobleem met de MediaWiki Graph-software is het momenteel niet mogelijk deze grafiek weer te geven. Zodra de software is bijgewerkt zal de grafiek vanzelf weer zichtbaar worden.

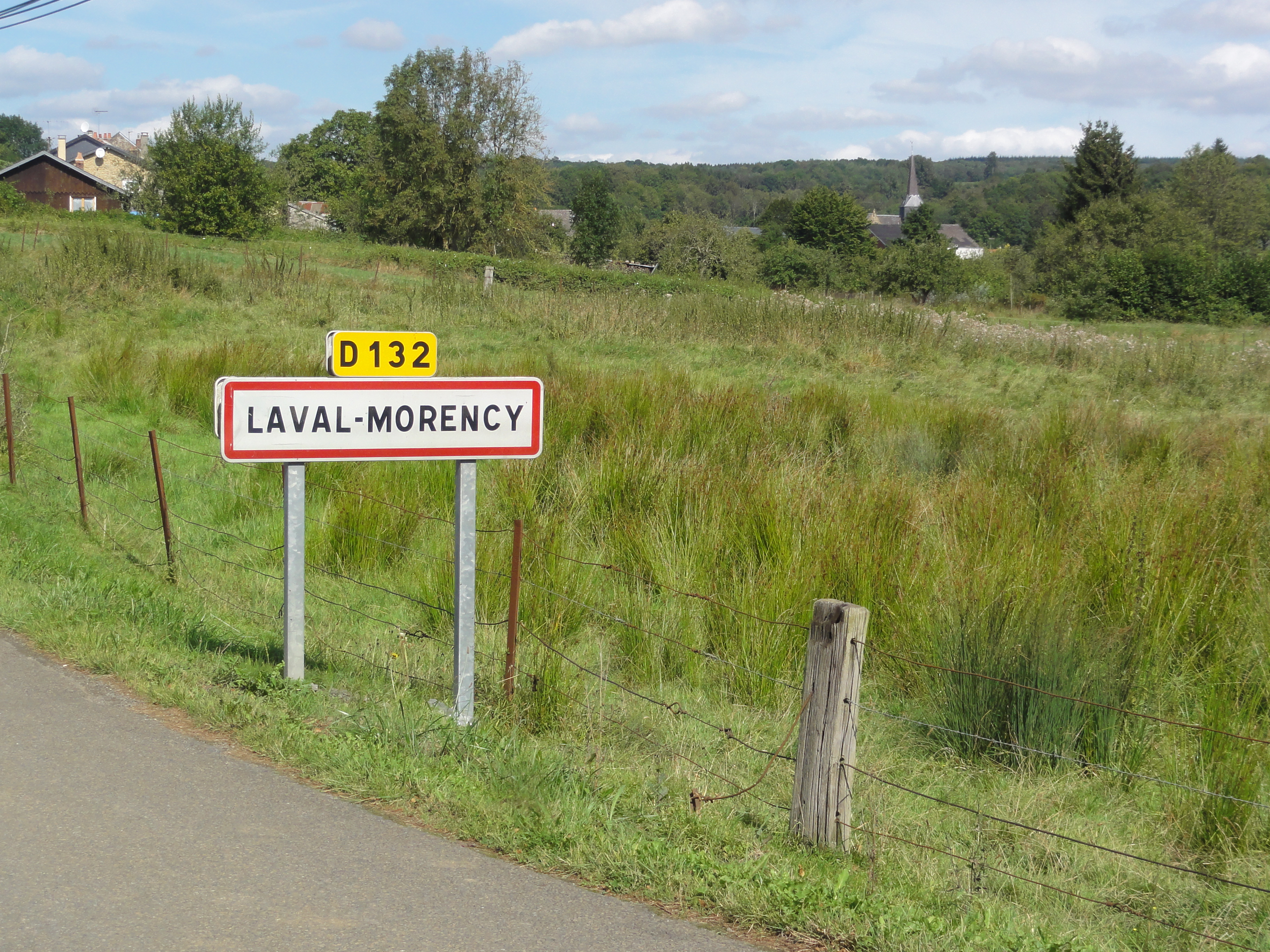
Entree van Laval-Morency
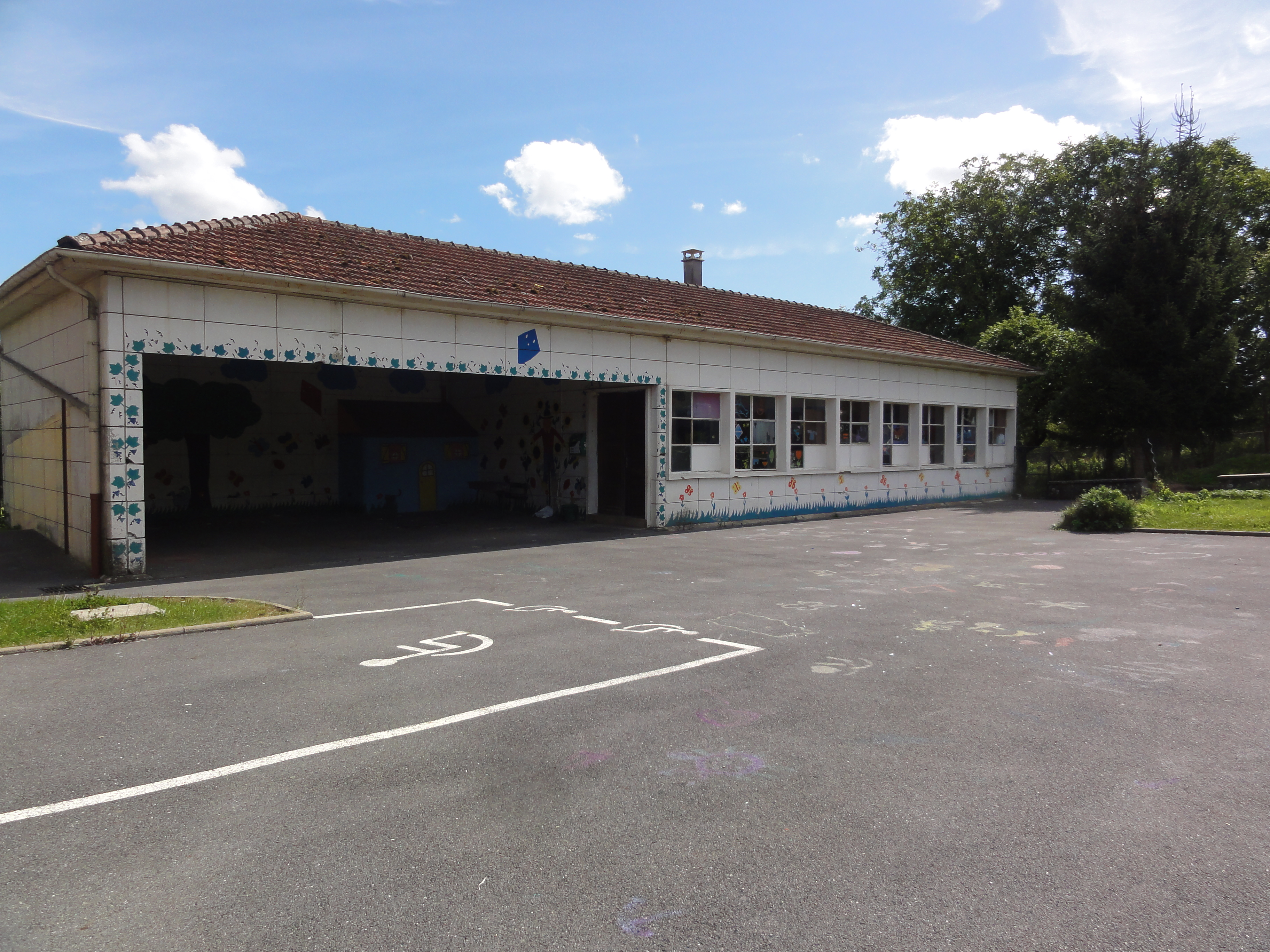
De lagere school
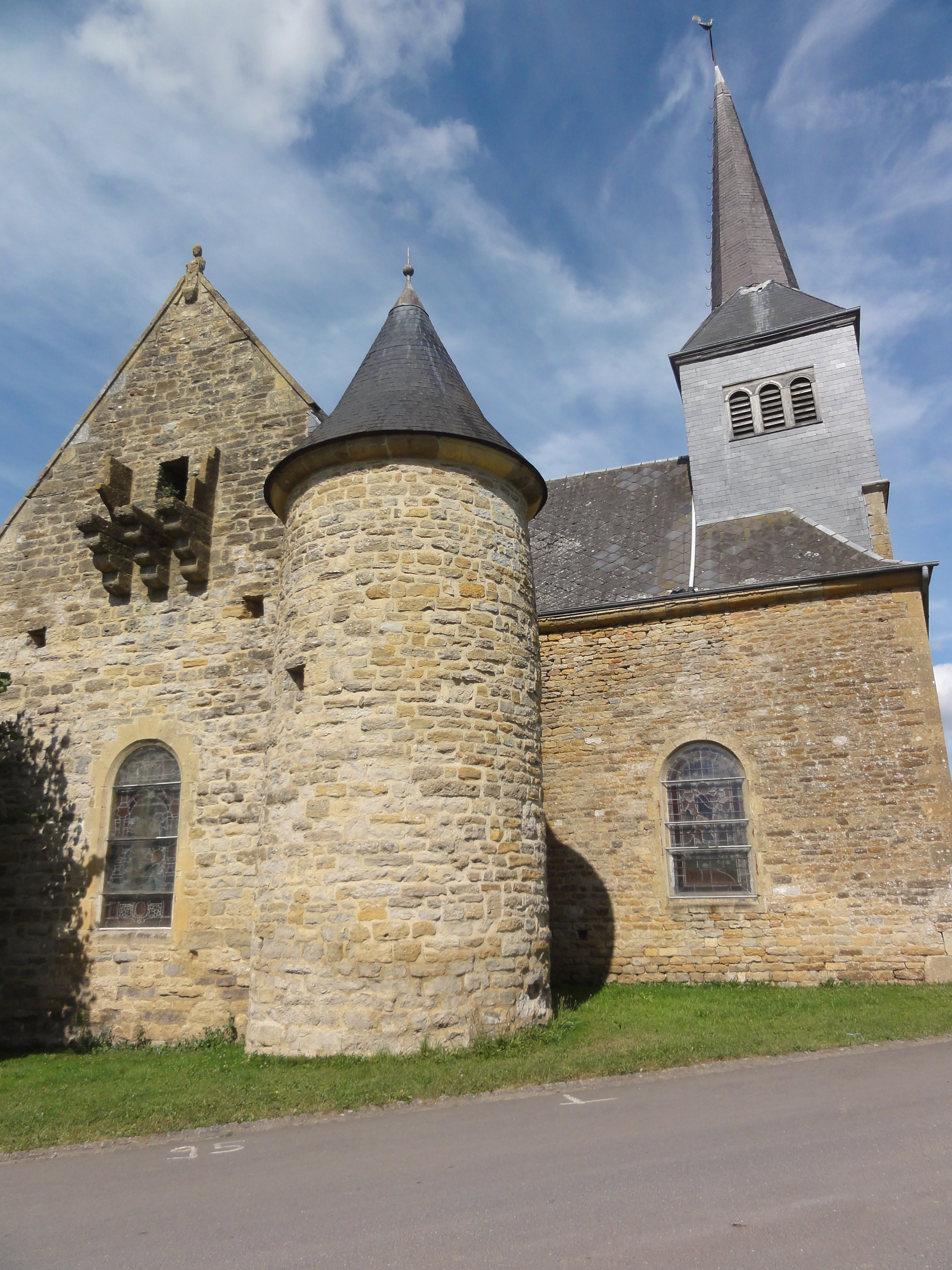
Het burchtkerkje